# S100A5
S100A5 (англ. S100 calcium binding protein A5) – білок, який кодується однойменним геном, розташованим у людей на короткому плечі 1-ї хромосоми.  Довжина поліпептидного ланцюга білка становить 92 амінокислот, а молекулярна маса — 10 744.
| 10         |  | 20         |  | 30         |  | 40         |  | 50         |
| ---------- |  | ---------- |  | ---------- |  | ---------- |  | ---------- |
| METPLEKALT |  | TMVTTFHKYS |  | GREGSKLTLS |  | RKELKELIKK |  | ELCLGEMKES |
| SIDDLMKSLD |  | KNSDQEIDFK |  | EYSVFLTMLC |  | MAYNDFFLED |  | NK         |

A: Аланін

C: Цистеїн

D: Аспарагінова кислота

E: Глутамінова кислота

F: Фенілаланін

G: Гліцин

H: Гістидин

I: Ізолейцин

K: Лізин

L: Лейцин

M: Метіонін

N: Аспарагін

P: Пролін

Q: Глутамін

R: Аргінін

S: Серин

T: Треонін

V: Валін

Задіяний у такому біологічному процесі як поліморфізм. 
Білок має сайт для зв'язування з іоном міді, іонами металів, іоном цинку, іоном кальцію. 